# Янувко (Куявсько-Поморське воєводство)
Янувко (пол. Janówko, нім. Hansbrosen) — село в Польщі, у гміні Бжозе Бродницького повіту Куявсько-Поморського воєводства.
Населення — 245 осіб (2011).
У 1975-1998 роках село належало до Торунського воєводства.

## Демографія
Демографічна структура станом на 31 березня 2011 року:
|          | Загалом | Допрацездатний вік | Працездатний вік | Постпрацездатний вік |
| -------- | ------- | ------------------ | ---------------- | -------------------- |
| Чоловіки | 123     | 33                 | 77               | 13                   |
| Жінки    | 122     | 32                 | 67               | 23                   |
| Разом    | 245     | 65                 | 144              | 36                   |